# Az úszó sziget
Jules Verne Az úszó sziget című regénye először a Magasin d'éducation et de récréation hetilapban jelent meg 1895. január elseje és december 15. között, majd kötetben Pierre-Jules Hetzel adta ki ugyanazon év november 21-én. A könyv ötletét egy kirándulóhajó adta, amelyet Verne barátjával, a pedagógus, tanár, újságíró Jean François Macéval (1815-1894) figyelt meg a párizsi Ponts des Arts-ról.
Mielőtt elismert íróvá vált volna, Verne több mint három éven át (1852-55) dolgozott a Théátre-Lyrique színház igazgatója, Jules Séveste mellett titkárként. Az itt megismert zenészek karaktereiből alkotta meg a regény vonósnégyesét.
Verne-t 1888. május 6-án a köztársasági listán (mérsékelt baloldal) megválasztották az Amiens önkormányzati tanácsába. "Az egyetlen szándékom, hogy hasznossá tegyem magam és egyes városi reformokat megvalósítsak" – nyilatkozta. 1904-ig a tanács tagja, elsősorban az oktatással, a múzeummal, a színházzal, cirkusszal (César Cascabel, 1890) általában a kultúrával és a várostervezéssel foglalkozó bizottságokban működött. Az ott szerzett tapasztalatait is felhasználta ebben a regényben.
Verne-t öregedésével egyre jobban foglalkoztatta az egészségügy. Az úszó szigethez hasonlóan utópisztikus A bégum ötszázmilliója (1879) című regényben Franceville-ben alig van technikai ötlet, hacsak azt nem számítjuk, hogy a gyűléseket telefonon bonyolítják le az otthon ülő tagokkal. Az úszó sziget számos technikai újdonság mellett a pénz biztosította egészségességről is szól.

## Tartalom
Milliomosok városát építi fel egy amerikai cég a Csendes-óceánon úszó mesterséges szigeten. Pénz nem számít, a legújabb technikai vívmányok biztosítják a kevés gazdag luxusát. A sziget úgy halad, hogy az időjárás mindig kedvező legyen. Négy muzsikus kerül a szigetre, velük utazunk az Egyesült Államok nyugati partjától Új-Zélandig. Az út alatt Verne bemutatja Hawaiit, a Fidzsi-szigeteket, érintjük a kor összes számottevő szigetét Óceániában. Az utasok találkoznak barátságos franciákkal, mogorva és ellenszenves angolokkal. A természet mellett próbára teszi őket vadállatok támadása, ostrom, szerelem és végzetes széthúzás.
|  | Alább a cselekmény részletei következnek! |

Egy vonósnégyes – Yvernes (32), elsőhegedűs, Frascolin (30), másodhegedűs, Pinchinat (27), brácsás és Sébastien Zorn (52), gordonkás – San Diegoba igyekszik, ahol koncertet adnak, de kocsijuk felborul. Miután még egy medve támadását is sikerrel kivédik, menedéket lelnek egy közeli településen. Vendéglátójuk Callistus Munbar, villanyautóval viszi házába a négy muzsikust, reggel telefon ébreszti őket. Másnap bejárják a várost, ámulva látják annak gazdagságát. Egyre több furcsaságot tapasztalnak – nincsenek iparosok, szinte minden árammal működik, az ivóvizet géppel állítják elő, a pázsitot öntözik. És Munbar titkolja a város nevét. A nap végén a négy zenész lifttel felmegy a legmagasabb épület, az obszervatórium tornyába.
Körbenézve döbbennek rá, hogy egy szigeten vannak, a Standard-Islandon, Milliard-City városában.
"Standard-Island szigete acéllemezeken nyugszik, törzsének horderejét és ellenálló képességét úgy állapították meg, hogy kiszámították a reá nehezedő irtózatos súlyt. Kétszázhetvenezer kazánból van összerakva, mindegyik kazán tizenhat méter és hetven centiméter magas, tíz méter széles; a kazánok felülete minden oldalon tíz méter, vagyis egy ar: száz négyzetméter. A kazánokat acélpántok és csavarok kötik össze, s ezek alkotják a mintegy huszonhét millió négyzetméter vagy huszonhét négyzetkilométer nagyságú szigetet. Minthogy ovális alakja van, hosszában hét és legnagyobb szélességében öt kilométer, és kerülete kerek számban fejezve ki: tizennyolc kilométer. … A sziget törzsének az a része, amely a vízbe merül, a legnagyobb megterhelés alatt mintegy tíz, a vízből kiemelkedő része hét méter." (I/5. fejezet)
Az elrabolt zenészeknek Munbar fejenként egy millió dollárt ígér, ha a következő egy évet a szigeten töltik, ajánlatát elfogadják. Ingyen szállást, teljes ellátást is nyernek. Megismerkednek honfitársukkal, Athanase Dorémus tánc- és illemtanárral, a sziget kormányzójával, Cyrus Bikerstaff-fal, a sziget kormányzásáért felelős Simcöe tengernaggyal és a volt malecarlai uralkodó párral. Megismerik a milliomosok világát, amelyet két párt vetélkedése határoz meg. A Tankerdon és Coverley családok állnak e pártoskodás élén, ami megosztja a várost református-katolikus törésvonal mentén is. A viszályt csillapítja, hogy Walter Tankerdon beleszeret Diána Coverleybe, aki viszonozza érzelmeit. Így a két család megbékél, és az eljegyzésre, majd az esküvőre készül. Az Új-Hebridákhoz közeledve megtudják, hogy az úszó szigetet üzemeltető vállalat csődbe ment, a két család új céget hoz létre a további nyugodt hajózáshoz.
A lassan haladó sziget érinti a Sandwich-szigetcsoportot, a Marquises-szigeteket, Tahitit, a Cook-, a Szamoa-, a Tonga-, a Fidzsi-szigeteket,  és az Új-Hebridákat. Ezeken a helyeken a Standard-Island rövid ideig kiköt, kirándulással, felfedezéssel töltik az utasok az idejüket. Rendszerint kölcsönösen vendégül látják egymást a természetes és mesterséges sziget irányítói. Verne minden szigetcsoportnál elmeséli a felfedezés történetét, bemutatja a sziget főbb jellemzőit, lakóit.
Az Marquises-szigetek körül kimentik a maláj Szajol kapitányt és embereit, akik hajótörést szenvedtek. Tonga felé haladva éjszaka, viharban összeütköznek egy angol hajóval. Az angol flotta többi hajója kártérítés fizetésre kényszeríti a Standard-Islandot. A következő éjszaka vadállatok – krokodilok, oroszlánok, tigrisek – árasztják el az úszó szigetet. Mindenki részt vesz a hajtóvadászatban, sikerül az utolsó ragadozót is lelőni. A sziget kormányzója úgy véli, hogy éjszaka egy angol hajóról rakhatták át az állatokat – bosszúból.
Új-Hebrida partjaihoz érve Walter és Diána esküvőjét megszakítja négyezer maláj támadása, akiket a Szajol kapitány vezet. Szajol ál-hajótöröttként jutott fel az úszó szigetre, hogy annak erősségeit és gyengeségeit kikémlelje. A malájok a közeli szigetről jutottak fel a Standard-Islandra. A milliomos védekezők vesztésre állnak, amikor szerencséjükre, szintén a közeli szigetről segítséget kapnak és győznek. A kevés halott egyike Cyrus Bikerstaff, a kormányzó – és ez meghatározó veszteség.
A két tábor nem képes új kormányzót választani. Az úszó szigetet két hatalmas erőforrás mozgatja, az egyik az egyik, a másik a másik tábor utasításait követi, így a sziget egészen addig körbe forog, amíg az egyik erőforrás fel nem robban. Ekkortól a sziget irányíthatatlan, csak sodródik a tengerárral.
Az esztelen körforgás, a robbanás, az irányítatlan sodródás és egy hatalmas, több napig tartó vihar megpecsételi az úszó sziget sorsát. Egyes részei elsüllyednek, mások leszakadnak. A sziget lakói az életükért küzdenek, az egyes szigetdarabok hol összeérnek, hol távolodnak, ahogy a tengerár akarja. Fogytán az élelem, fogytán az ivóvíz. Szerencsére feltűnik Új-Zéland északi szigete, mindenki megmenekül.
|  | Itt a vége a cselekmény részletezésének! |

## Fejezetek
Első rész
1. A vonósnégyes
2. A kakofonikus szonáta hatása
3. A beszédes kalauz
4. Az elképedt kvartett
5. Standard-Island és Milliard-City
6. Meghívottak...
7. El, nyugatnak!...
8. Útközben
9. A Sandwich-szigetcsoport
10. Átkelés a vonalon
11. A Marquises-szigetek
12. Három hétig Pomotoun
13. Tahitin
14. Mulatságból mulatságba

Második rész
1. A Cook-szigeteken
2. Szigetrõl szigetre
3. Az udvari hangverseny
4. A brit ultimátum
5. A tonga-tabui tabu
6. Vadállatok tömkelege
7. Hajtóvadászatok
8. Fidzsi és lakói
9. Casus belli
10. Gazdacsere
11. Támadás – védelem
12. Balpárt jobbpárt ellen
13. Pinchinat jelszava
14. Befejezés

## Szereplők
- Yvernes (32), elsőhegedűs
- Frascolin (30), másodhegedűs
- Pinchinat (27), brácsás
- Sébastien Zorn (52), gordonkás
- Callistus Munbar, (kb. 55) az úszó sziget impresszáriója
- Jams Tankerdon (60+), illinoisi petróleum-multimilliomos
- Walter Tankerdon (29), Jams Tankerdon fia, Diana Coverley szerelme, jegyese
- Nat Coverley (50), New York-i bankár, multimilliomos
- Diana Coverley (20), Nat Coverles lánya, Walter Tankerdon szerelme, jegyese
- Athanase Dorémus, francia tánc- és illemtanár
- Cyrus Bikerstaff kormányzó
- Bernard Rouge, protestáns polgármester-helyettes
- Hubley Harcourth, katolikus polgármester-helyettes
- Ethel Simcöe tengernagy
- Watson főmérnök
- Somwah főmérnök
- Malecarlia lemondott uralkodója, csillagász
- Szárol kapitány (40), maláj
- VI. Pomaré Tahiti királynője

## Értékelés
„Az úszó sziget tréfáiban több a szatíra, mint a jókedély. Verne az amiensi községtanács ülésein megismerhette a politikát, a pártoskodást. a minden nagy dolgot elsüllyesztő emberi kicsinyességet. És így a milliárdosok csavar hajtotta szigetén, amely a Csendes-óceán enyhe levegőjében kerüli ki a telet, minden emberi alkotás bomlását figyelteti meg velünk. Akármennyire érdekes is az úszó és kormányozható sziget technikai problémája, melyhez a »jövő század regényének« kényelmi intézkedései: a teleautográf, telefot, kinetográf s annyi más járulnak, a technikai érdeklődés eltörpül a »filozófiai mese« mellett. A francia vonósnégyest átszökteti Standard-Islandre Barnum alteregója. Munbar Callistus, a páratlan impresszárió. A négy művész nemcsak független szemlélője a milliomosok versengésének, hanem eszményi ellensúlyul is szolgál a társadalmi szatíra realizmusához. Az eszményi ég, a felsőbbrendűség egészen a zenébe: Mozart és Beethoven muzsikájába menekül; a trónja fosztott male-carliai királyt, brazíliai Don Pedro rokonszenves mását is ezzel vigasztalják meg jószívű zenészeink, akiket nem tud legyőzni az amerikai anyagiasság.
A milliárdosok világában a zene s az eszmény csak szórakozás, nem irányjelzés. Amikor a sziget fizetett kormányzója elesik a maláji kalózok elleni harcban, a két vezérmilliomos két ellenkező irányba hajtatja a sziget két végét. S a sziget pusztulása után semmi akadálya annak, hogy az ellenséges táborok Rómeója és Júliája egyesüljön. Az emberi értelem remekét megalázta az emberi gyöngeség, de a megalázkodás belátással jár s új fejlődés alapjává válik.”

– Hankiss János

## Érdekességek
- "2072-ben hatezer millió lesz a Föld lakóinak száma" (I/5)
- A regényben az angolok kellemetlen, rosszindulatú negatív szereplők. A fordításokból számos rész kimaradt, az első teljes fordítás csak 2015-ben jelent meg. Ilyen az, ahol Anglia területi veszteségeiről esik szó az Egyesült Államok, Kanada és Közép-Amerika kapcsán, ahol a metrikus rendszer angolok által történő elutasításáról ír Verne, Hawaii gyarmat-történelme kapcsán az angolokat érintő rész maradt ki. Az angol olvasók sokáig nem olvashatták, mennyire korruptnak tartja politikusaikat, milyen modortalannak az angolokat Verne. De kihagyták azt a részt is, ahol Martinique és Guadeloupe szigetek kígyó populációjának megjelenését és elterjedését is az angoloknak tulajdonítja az író. Ahol nem lehetett mondatot, bekezdéseket kihagyni – a misszionáriusok szerepe –, a korai fordítók az angol szereplőket németté tették.[4]
- A spanyol acilési Trasgu együttes a regény inspirálta dala a "La isla de hélice“, amely az azonos nevű albumon jelent meg 1983-ban.
- Az úszó sziget regényt gyakran összetévesztik az Az úszó város Verne regénnyel, ez utóbbi cselekménye a Great Eastern gőzösön játszódik.
- A regény hűen tükrözi Verne zenei ízlését. Wagner az egyetlen, akiről nincs dicsérő szava. Ennek azonban nem az az oka, hogy Verne idősebb korában egyre kevésbé kedvelte a németeket, Wagner számára túl modern volt. Hasonló véleményét olvashatjuk a Párizs a XX. században regényben is.
- "Megjegyzendő, hogy az impresszionisták, s a sok reményre jogosító kezdők előtt ez a képtár nem nyílt meg. Ez azonban előreláthatólag nem marad így, mert a selejtes termékek ostromának bizonyára Standard-Island sem állhat majd ellent." (I/7) – írja Verne, miután felsorol több tucat festőt, kitől kiállított kép található a sziget múzeumában.

## Film
A regényből 1974-ben két részes animációs filmet készítettek Németországban a ZDF Die Propellerinsel címmel (első rész: Szerződésszegés, második rész: egy millió dollár és tíz millió lóerő rossz kézben). A producer Armin Lang volt, a rendezők Gerhard Reutter, Karl Wägele és H. Ludwig Enderle, a forgatókönyvet Wilfrid Grote írta. A narrátor Dieter Borsche volt, vezető animátor: Wilfrid Grote.
A film speciális technikával készült. Az animációs sorozatok egyes képeit különálló képi elemekre osztották és külön-külön rajzolták és rögzítették filmre. A képelemeket többször felhasználták eltérő háttérképekhez. A szereplőknek nincs saját hangjuk, a narrátor mesél el mindent, mintha hangoskönyvet hallgatnánk. Ezek a megoldások jelentős költség megtakarítást eredményeztek.

## Magyar kiadások
- Franklin Társulat, 1897., fordította Gaal Mózes. Második kiadás 1911. Harmadik kiadás éve ismeretlen.
- Unikornis, 2003, ISBN 9634274757